# خودنگاره در آینه محدب
خودنگاره در آینه محدب (به ایتالیایی: Autoritratto entro uno specchio convesso)، تابلویی نقاشی ار هنرمند ایتالیایی اواخر دوران رنسانس، پارمیجانینو است که در موزه ای در شهر وین اتریش نگهداری می‌گردد.
این تابلو که با ابعاد ۲۴٫۴ سانتی‌متر به صورت رنگ روغن روی چوب کار شده در سال ۱۵۲۴ میلادی خلق شده‌است.